# 김달진 (미술인)
김달진(1955년 10월 5일~)은 대한민국의 예술가이자, 김달진미술자료박물관의 관장이다.

## 자격
2017 2급 정학예사 자격증

## 경력
1978 - 1981 월간『전시계』 기자

1981 - 1996 국립현대미술관 자료실

1996 - 2001 가나아트센터 자료실장

2011 - 2014 한국큐레이터협회 부회장

2013 - 2021 한국아트아카이브협회 회장

2016 - 2021 한국외국어대 대학원 강사

2018         중앙대 예술대학원 강사

2001 - 현재 김달진미술연구소장

2001 - 현재  월간『서울아트가이드』 편집인

2008 - 현재 김달진미술자료박물관장

## 수상
1992 모범공무원 표창(문화부장관)

1997 월간미술대상 특별상

2008 문화체육관광부장관 표창

2008 예술문화상 공로상 (한국예총)

2009 미술인의 날, 미술문화공로상(한국미술협회)

2010 대한민국문화예술상(대통령)

2014 한국미술저작 출판상(김세중기념사업회)

2016 홍진기 창조인상 (유민문화재단,중앙일보사)

2019 한국박물관우수활동상: 출판부문 (한국박물관협회)

2023 박물관·미술관 발전유공 정부포상 대통령표창 (한국박물관협회)

1999 한국신지식인(정보통신정책연구원)

2013 중학교 도덕교과서② 수록 (금성출판사)

## 저서
1995 『바로보는 한국의 현대미술』(도서출판 발언)

2005 『미술전시 기획자들의 12가지 이야기(공저)』(한길아트)

## 편저
2010 『대한민국미술인인명록 1』(김달진미술연구소)

2013 한국미술단체자료집 1945-1999(김달진미술연구소)

2014 한국미술전시자료집 Ⅰ 1945-1969(김달진미술연구소)

2015 한국미술전시자료집 Ⅱ 1970-1979(김달진미술연구소)

2017 한국미술전시자료집 Ⅲ 1980-1989(김달진미술연구소) 등